# Paolo Emilio Sfondrati

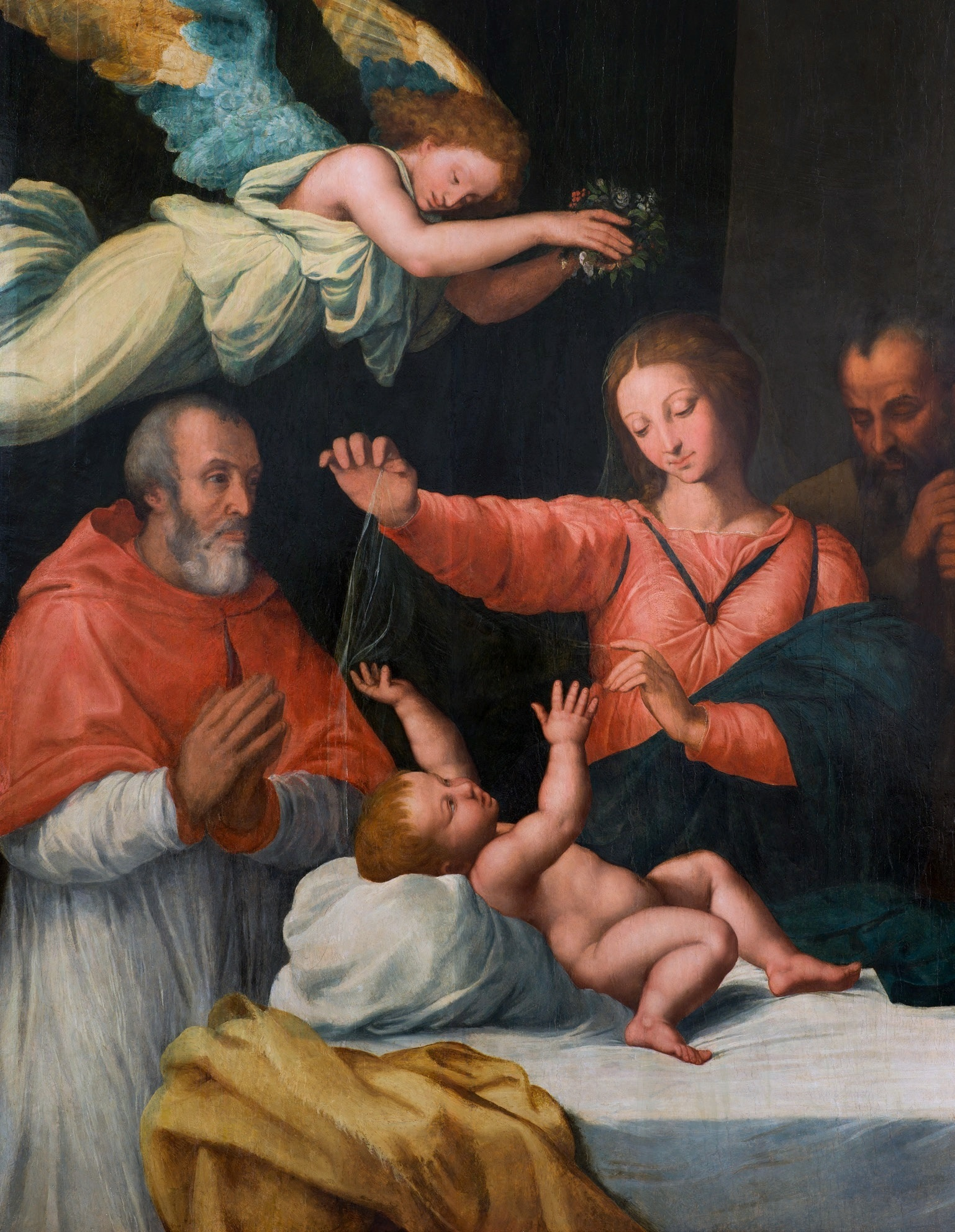
Kardinal Paolo Emilio Sfondrati (als Auftraggeber) auf dem Gemälde Madonna del Velo von Guido Reni (um 1591)

Paolo Emilio Sfondrati (* 21. März 1560 in Mailand; † 14. Februar 1618 in Tivoli) war ein italienischer Kardinal und Bischof von Cremona.

## Leben

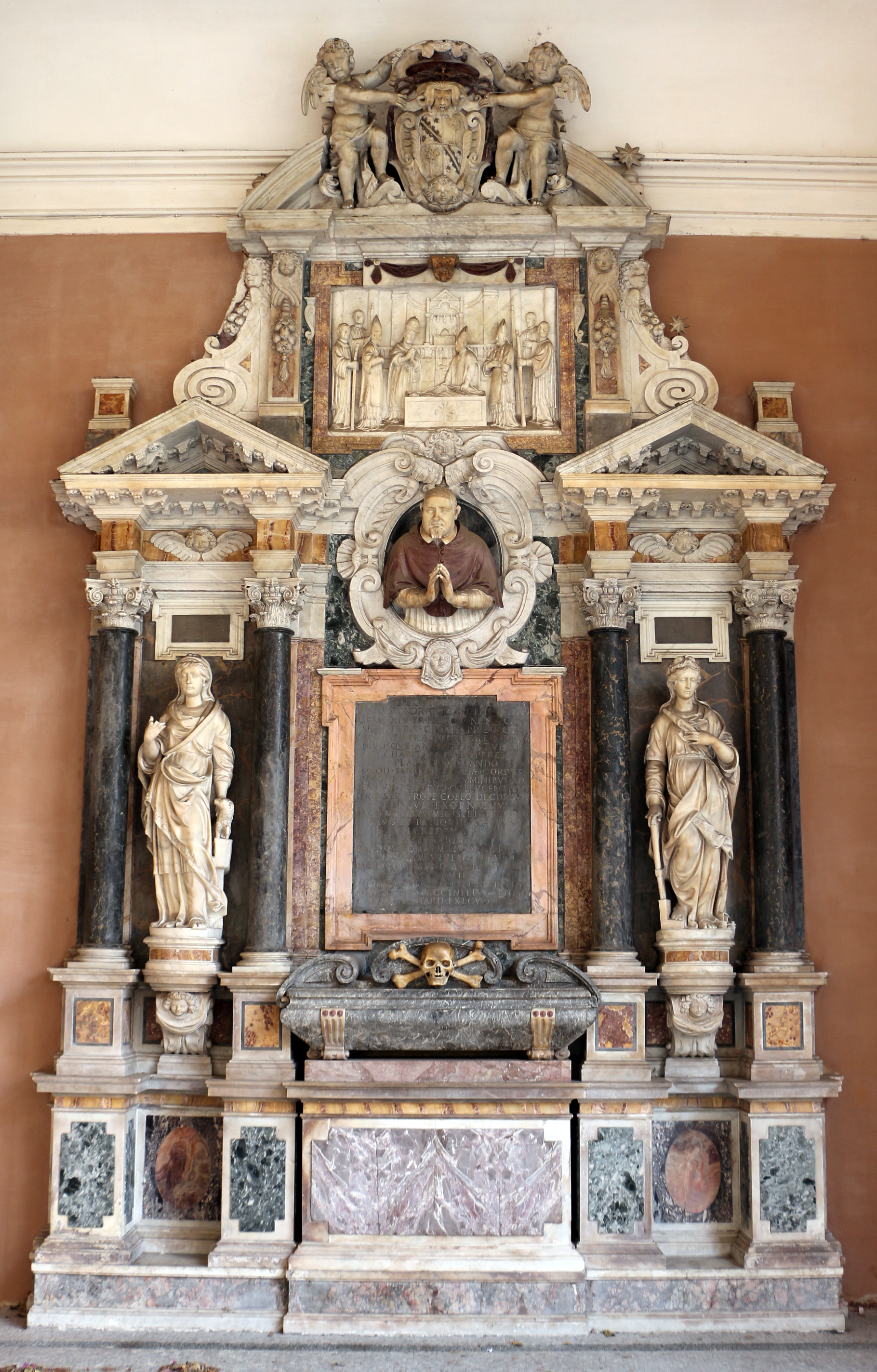
Grabmal des Kardinals (1618) in der Kirche Santa Cecilia, Rom

Kardinalswappen (modernes Schema)

Er war der Sohn von Paolo Sfondrati, Graf von Riviera, und dessen Ehefrau Sigismonda d’Este. Sein Vorname wird auch mit Paolo Camillo angegeben, der Nachname als Sfondrato. Er war ein Großneffe des Kardinals Francesco Sfondrati und Neffe von Papst Gregor XIV., einem Bruder seines Vaters. Seine Erziehung übernahm sein Onkel Kardinal Niccolò Sfondrati, der spätere Papst Gregor XIV. Er studierte Rechtswissenschaften. Am Hofe seines Onkels freundete sich der 17-Jährige mit dem später heiliggesprochenen Filippo Neri an, aufgrund dieser Freundschaft war er mehr an Religion und Kultur interessiert als an Politik und Ökonomie. Bereits in jungen Jahren wurde er Abt von San Pietro al Monte bei Civate.
Papst Gregor XIV., sein Onkel, kreierte ihn im Konsistorium vom 19. Dezember 1590 zum Kardinalpriester, den Kardinalshut und die Titelkirche Santa Cecilia erhielt Paolo Emilio Sfondrati am 14. Januar 1591 und war damit Kardinalnepot. Am 27. Januar 1591 Gouverneur von Fermo, war er vom 30. Januar 1591 bis 1592 Legatus a latere in Bologna und der Romagna. Ebenfalls 1591 wurde er Gouverneur von Spoleto. Er war auch Präfekt der Gerichtshöfe der Apostolischen Signatur. Paolo Emilio Sfondrati nahm am Konklave 1591 teil, bei dem Papst Innozenz IX. gewählt wurde, ebenso war er Teilnehmer des Konklave 1592, aus dem Clemens VIII. als Papst hervorging. Ferner war er unter den Kardinälen, als im ersten Konklave von 1605 Papst Leo XI. gewählt wurde. Auch am zweiten Konklave desselben Jahres, das Paul V. zum Papst wählte, nahm er teil. Vom 7. Januar 1607 bis zum 7. Januar 1608 war er Kämmerer des Heiligen Kardinalskollegiums.
Am 13. September 1607 wurde Paolo Emilio Sfondrati zum Bischof von Cremona erwählt. Die Bischofsweihe spendete ihm am 16. September 1607 im Heiligtum von Loreto Kardinal Gaspare Alfonso Visconti; Mitkonsekratoren waren Alessandro Strozzi, Erzbischof von Fermo, und Rutilio Benzoni, Bischof von Loreto. Er residierte jedoch nie in seiner Diözese und gab die Leitung des Bistums vor dem 19. Juli 1610 ab. Von August 1611 bis zu seinem Tode war er Präfekt der Indexkongregation. Am 17. August 1611 wurde er zum Kardinalbischof von Albano erhoben.
Paolo Emilio Sfondrati starb am 14. Februar 1618 in Tivoli und wurde in der Kirche Santa Cecilia in Trastevere in Rom beigesetzt.

## Wirken
Kardinal Sfondrati gilt als Förderer der Künste. So finanzierte er 1600 die Restaurierung und Ausschmückung seiner Titelkirche Santa Cecilia in Trastevere mit 25.000 scudi. Er war Auftraggeber von Gemälden, darunter der Madonna del Velo (um 1591).